# Малопокровское сельское поселение
Малопокровское сельское поселение — упразднённое муниципальное образование в Семилукском районе Воронежской области.
Административный центр — село Малая Покровка.

## История
Законом Воронежской области от 30 ноября 2009 года № 145-ОЗ, Землянское, Маловерейское, Малопокровское и Казинское сельские поселения преобразованы путём объединения в Землянское сельское поселение с административным центром в селе Землянск.

## Административное деление
В состав поселения входят:
- село Малая Покровка
- деревня Дмитриевка
- село Перекоповка
- деревня Спасское
- деревня Фёдоровка